# Tchéky Karyo
Tchéky Karyo, właściwie Baruh Djaki (Çeki) Karyo (ur. 4 października 1953 w Stambule w Turcji) – francuski aktor filmowy, telewizyjny i teatralny.

## Życiorys

### Wczesne lata
Syn Sefardyjczyka i Greczynki, dorastał w Paryżu. Studiował dramat w Théâtre Cyrano.

### Kariera
Występował w klasycznym repertuarze na scenie Daniel Sorano Company i National Theatre of Strasbourg, m.in. w sztukach Tartuffe Moliera oraz Makbet i Otello Williama Szekspira.
Po raz pierwszy zagrał na kinowym ekranie w dramacie Powrót Martina Guerre (Le Retour de Martin Guerre, 1982) u boku Gérarda Depardieu. Za swoją kreację Petrovica w sensacyjnym dramacie kryminalnym Szpicel (La Balance, 1982) zdobył nominację do nagrody Cezara.
Na planie filmu sensacyjnego Raptus (Le Marginal, 1983) spotkał się z Jeanem-Paulem Belmondo. Rola Erica Desange w melodramacie Zagubione ciała (Corps perdus, 1990) i postać bezwzględnego agenta Boba w thrillerze Luca Bessona Nikita (La Femme Nikita, 1990) przyniosła mu nagrodę Mystfest na festiwalu filmowym w Cattolica.

### Życie prywatne
21 grudnia 1995 poślubił aktorkę i modelkę Isabelle Pasco, ale później rozwiedli się.

### Wybrane role filmowe
- 1982: Powrót Martina Guerre (Le Retour de Martin Guerre) jako Augustin
- 1982: Równowaga (La Balance) jako Petrovic - nominacja do nagrody Césara
- 1985: Narwana miłość jako Micky
- 1990: Nikita (La Femme Nikita) jako Bob
- 1991: Kunszt (Grande arte/High Art/Exposure/Knife Fighter) jako Hermes
- 1992: 1492. Wyprawa do raju (1492: Conquest of Paradise) jako Pinzon
- 1994: Nostradamus jako Nostradamus
- 1995: Bad Boys jako Fouchet
- 1997: Dobermann (Le Dobermann) jako inspektor Sauveur Cristini
- 1999: Joanna d’Arc (The Messenger: The Story of Joan of Arc) jako Dunois
- 2000: Joint Venture (Saving Grace) jako Jacques Chevalier
- 2000: Patriota jako Jean Villeneuve
- 2001: Pocałunek smoka (Kiss of the Dragon) jako inspektor Richard
- 2003: Jądro Ziemi (The Core) jako dr Serge Leveque
- 2004: Bardzo długie zaręczyny (Un long dimanche de fiançailles) jako kapitan Favourier
- 2005: D’Artagnan i trzej muszkieterowie (D’Artagnan et les trois mousquetaires) jako Le cardinal de Richelieu
- 2007: Farma skowronków (La masseria delle allodole) jako Aram
- 2008: Były narzeczony (A previous engagement) jako Alex Belmont
- 2010: Droga życia (The Way) jako kapitan Henri
- 2011: Terytorium wroga (Forces spéciales) jako admirał Guezennec
- 2012: No Limit jako Koskas
- 2013: Bella i Sebastian (Belle et Sébastien) jako César
- 2014: Zaginiony (The Missing) jako Julien Baptiste
- 2015: Through the Air jako Armand Cavelle
- 2015: Bella i Sebastian 2 (Belle et Sébastien, l’aventure continue) jako César
- 2016: Zaginiony 2 (The Missing) jako Julien Baptiste
- 2018: Bella i Sebastian 3 (Belle et Sébastien 3, le Dernier Chapitre) jako César